# Naranjo (Huarmaca)
Naranjo, también llamado Naranjo de Hintón, es un caserío peruano ubicado en el distrito de Huarmaca, perteneciente a la provincia de Huancabamba del departamento de Piura, al norte del Perú. 

## Ubicación
Naranjo se ubica al suroeste de la provincia de Huancabamba, en el distrito de Huarmaca, en el departamento de Piura.

## Demografía
En 2017 Naranjo tenía una población de 82 habitantes.
| Gráfica de evolución demográfica de Naranjo entre 1993 y 2017 |
|                                                               |
| Fuentes: Población 1993 y 2017                                |